# Октопамин
Октопамин – органическое соединение, является эндогенным биогенным амином, тесно связанным с норадреналином, и оказывающим влияние на адренергические и дофаминергические системы. 
Установлено, что он содержится в составе многих растений, в том числе горьком апельсине. Биосинтез D-(-)-энантиомера октопамина осуществляется при β-гидроксилировании тирамина с помощью фермента допамин β-гидроксилазы. Октопамин под торговыми марками «Epirenor», «Норден» и «Норфен» используется в медицине в качестве симпатомиметического препарата.
Вместе со своим структурным изомером норфенефрином и тирамином, натуральный амин эндогенного происхождения играет роль нейромедиатора головного мозга.